# Специальные выборы в Сенат Австралии в Западной Австралии (2014)
Выборы шести сенаторов происходили в Западной Австралии 5 апреля 2014 года. Предпочтения по партиям были распределены 29 апреля 2014 года. В результате были избраны 3 либерала, 1 лейборист, 1 член партии зелёных и 1 из Партии Палмера. По итогам выборов Вэйн Дропулич из партии спорта был заменен Женей Ваном из партии Палмера.
Выборы были назначены после того, как результат выборов в сенат 2013 года от Западной Австралии была аннулирован в верховном суде Австралии на заседании от 20 февраля 2014 года. Выборы были отменены из-за потери 1,375 бюллетеней в ходе официального пересчета голосов в ноябре 2013 года. Верховный суд Австралии постановил, что, поскольку число утраченных бюллетеней намного превышает маржу за два оставшихся места в Сенате, единственным решением было отменить результаты и провести новые выборы.
Выборы являлись беспрецедентным явлением в австралийской Федеральной политике.

## Результаты
- Либеральная партия -3
- Лейбористская партия-1
- Зеленые-1
- Партия Палмера-1